# Stay Forever
Stay Forever è una canzone dei Delain, pubblicata il 16 ottobre 2009. È il secondo singolo estratto dall'album April Rain.

## Video musicale
Il video mostra la band suonare in una casa abbandonata.

## Lista tracce
1. Stay Forever (Westerholt, Landa, Wessels) – 4:25
2. Stay Forever (Instrumental) (Westerholt, Landa) – 4:34
3. Stay Forever (Video) – 4:26

## Formazione
- Charlotte Wessels – voce, cori
- Ronald Landa – chitarre
- Martijn Westerholt – tastiere
- Rob van der Loo – basso
- Sander Zoer – batteria